# Судурој
Судурој (перс. Suðuroy) је најјужније острво на Фарским Острвима. Острво заузима површину од 163,7km². 2004. године, острво је имало 5.041 становника, али са постепеним смањењем од 1950их. На острву се налази 14 насеља са највећим Твојројри. Највећи врх острва је на висини од 610 m. Име Судурој у преводу значи „јужно острво“.
Острво је повезано са трајектима од Торсхавна. Путовње траје око два сата са погледом на осам острва током путовања: Стрејмој, Нолсој, Хестур, Колтур, Сандој, Скувој, Стора Димун и Литла Димун.

## Галерија
- Фјорд
- Дрвена црква